# 新八柱駅
新八柱駅（しんやはしらえき）は、千葉県松戸市日暮一丁目にある、東日本旅客鉄道（JR東日本）武蔵野線の駅である。駅番号はJM 14。京成電鉄の八柱駅と同一地点別構内の乗換駅となっている。

## 歴史
- 1978年（昭和53年）10月2日：日本国有鉄道（国鉄）の駅として開業[1]。
- 1987年（昭和62年）4月1日：国鉄分割民営化に伴い、東日本旅客鉄道（JR東日本）の駅となる[1]。
- 1993年（平成5年）3月：みどりの窓口の営業を開始[4]。
- 2001年（平成13年）11月18日：ICカード「Suica」の利用が可能となる[広報 1]。
- 2020年（令和2年）
  - 1月31日：みどりの窓口の営業を終了[5][3]。
  - 3月1日：業務委託化[3]。

### 名前の由来
この駅付近より南方に広がる地域の旧村名、東葛飾郡八柱村に由来する。ただし、現在の駅のある場所は旧八柱村ではなく旧高木村に位置している。「八柱」の名前自体の由来は「八つの村（集落）が柱となって造った地域」から。
ちなみに当駅は「しんやはしら」と読むが、乗換駅である京成電鉄の八柱駅は「やばしら」と読む。なお、東京外環状線建設計画時の仮駅名は「新」は付かず「八柱（やばしら）」であった。

## 駅構造
掘割区間に駅を設けるにあたって蓋をかぶせたような形で、トンネルの中に相対式ホーム2面2線を有する。その蓋の部分の上に駅舎がある。事実上は地下駅といえるが、ホームの西船橋側先端部分は地上に露出している（蓋がない）構造。完全な地下駅ではないため冷房設備は整備されていない。八柱駅へは駅ビル・連絡通路を通じて雨に濡れずに行ける。
エスカレーターは無く、ホームとの連絡は階段のみ。階段はホームの新松戸方向端にあり、階段横の通路の奥にエレベーターがある。エレベーターへの通路と線路の境には柵が設置されている。
JR東日本ステーションサービスが駅業務を受託している船橋営業統括センター（西船橋駅）管理の業務委託駅。また、当駅から西船橋方面は千葉支社の管轄となる。指定席券売機、Suica対応自動改札機が設置されている。
駅カラーは淡い緑色。

### のりば
| 番線 | 路線     | 方向 | 行先                 |
| ---- | -------- | ---- | -------------------- |
| 1    | 武蔵野線 | 上り | 新松戸・府中本町方面 |
| 2    | 武蔵野線 | 下り | 西船橋・東京方面     |

（出典：JR東日本:駅構内図）

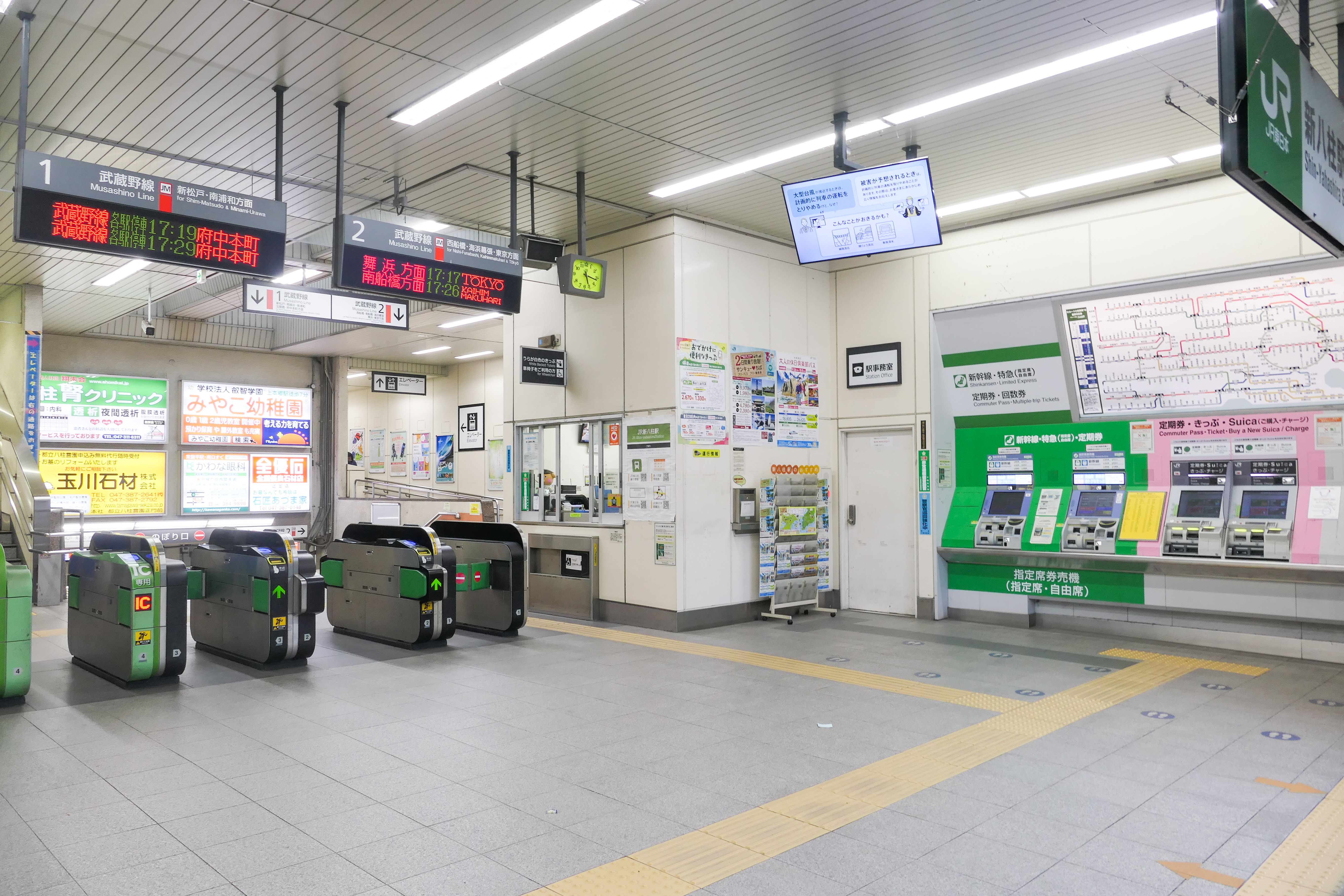
改札口（2024年9月）
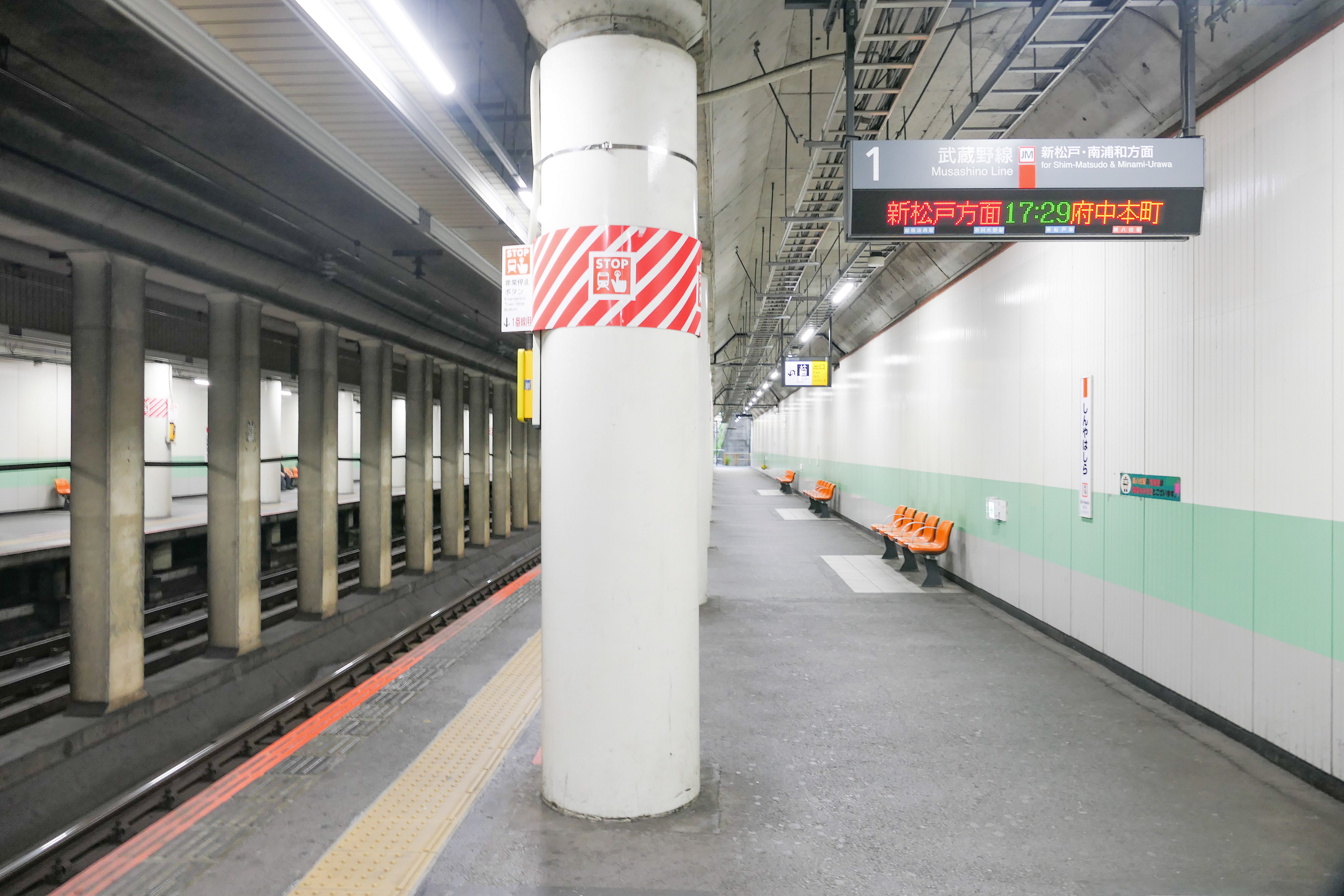
駅ホーム（2024年9月）
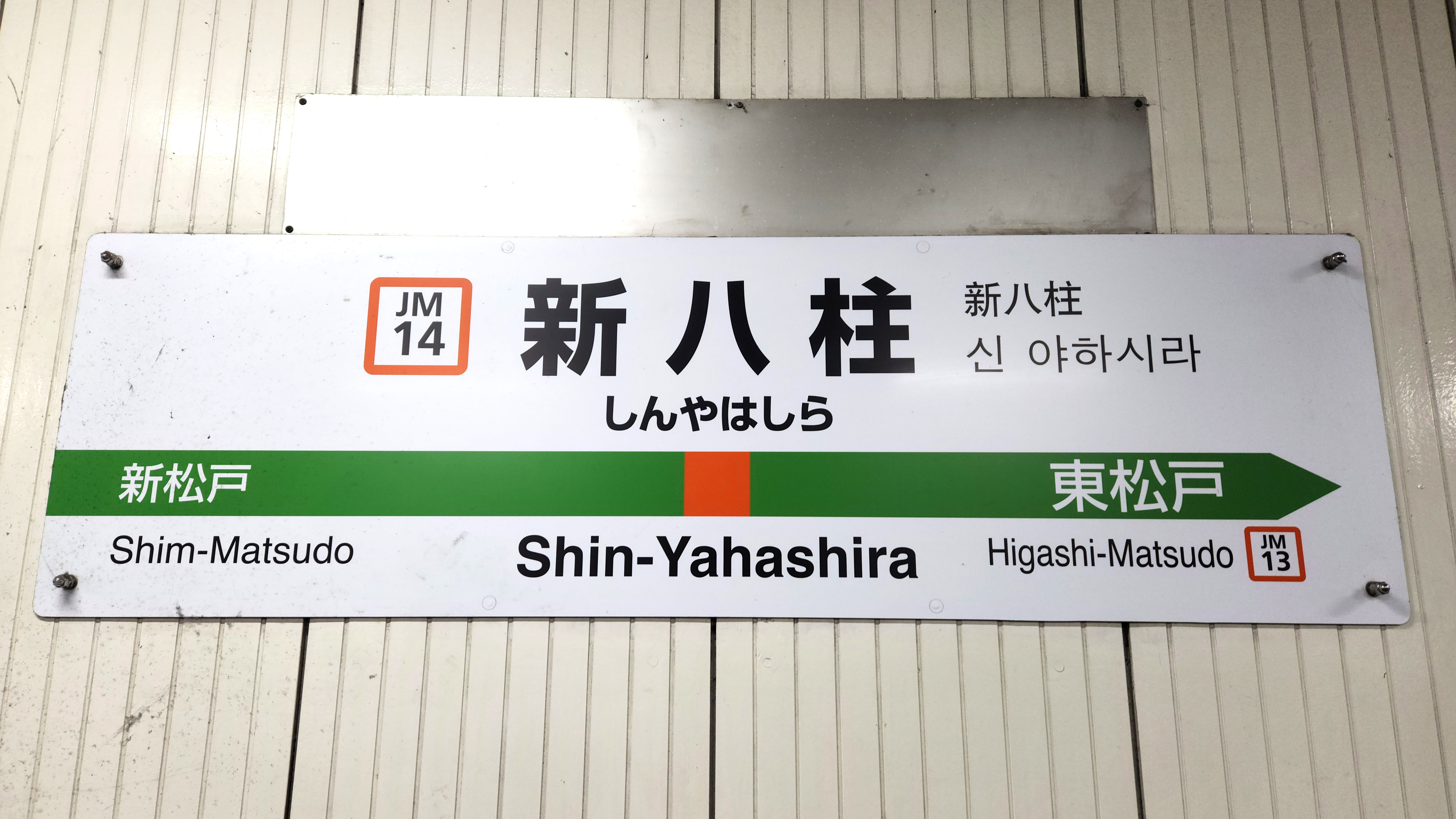
駅名標（2023年12月）

## 利用状況
2023年度（令和5年度）の1日平均乗車人員は23,146人である。武蔵野線内26駅中では、西国分寺駅に次いで第13位。近年は増加傾向にある。
開業以降の1日平均乗車人員の推移は以下の通りである。
| 年度               | 1日平均 乗車人員 | 出典     |
| ------------------ | ---------------- | -------- |
| 1978年（昭和53年） | 3,276            | [ * 1 ]  |
| 1979年（昭和54年） | 4,809            | [ * 2 ]  |
| 1980年（昭和55年） | 5,712            | [ * 3 ]  |
| 1981年（昭和56年） | 6,399            | [ * 4 ]  |
| 1982年（昭和57年） | 6,677            | [ * 5 ]  |
| 1983年（昭和58年） | 7,628            | [ * 6 ]  |
| 1984年（昭和59年） | 8,174            | [ * 7 ]  |
| 1985年（昭和60年） | 8,782            | [ * 8 ]  |
| 1986年（昭和61年） | 10,075           | [ * 9 ]  |
| 1987年（昭和62年） | 11,683           | [ * 10 ] |
| 1988年（昭和63年） | 13,908           | [ * 11 ] |
| 1989年（平成元年） | 16,356           | [ * 12 ] |
| 1990年（平成02年） | 19,321           | [ * 13 ] |
| 1991年（平成03年） | 20,000           | [ * 14 ] |
| 1992年（平成04年） | 21,144           | [ * 15 ] |
| 1993年（平成05年） | 22,642           | [ * 16 ] |
| 1994年（平成06年） | 23,287           | [ * 17 ] |
| 1995年（平成07年） | 23,649           | [ * 18 ] |
| 1996年（平成08年） | 23,218           | [ * 19 ] |
| 1997年（平成09年） | 22,739           | [ * 20 ] |
| 1998年（平成10年） | 21,093           | [ * 21 ] |
| 1999年（平成11年） | 20,539           | [ * 22 ] |
| 2000年（平成12年） | 20,520           | [ * 23 ] |
| 2001年（平成13年） | 20,610           | [ * 24 ] |
| 2002年（平成14年） | 20,629           | [ * 25 ] |
| 2003年（平成15年） | 21,106           | [ * 26 ] |
| 2004年（平成16年） | 21,275           | [ * 27 ] |
| 2005年（平成17年） | 21,605           | [ * 28 ] |
| 2006年（平成18年） | 22,282           | [ * 29 ] |
| 2007年（平成19年） | 22,594           | [ * 30 ] |
| 2008年（平成20年） | 22,866           | [ * 31 ] |
| 2009年（平成21年） | 23,086           | [ * 32 ] |
| 2010年（平成22年） | 23,150           | [ * 33 ] |
| 2011年（平成23年） | 23,255           | [ * 34 ] |
| 2012年（平成24年） | 23,615           | [ * 35 ] |
| 2013年（平成25年） | 23,976           | [ * 36 ] |
| 2014年（平成26年） | 23,738           | [ * 37 ] |
| 2015年（平成27年） | 24,300           | [ * 38 ] |
| 2016年（平成28年） | 24,495           | [ * 39 ] |
| 2017年（平成29年） | 24,825           | [ * 40 ] |
| 2018年（平成30年） | 24,953           | [ * 41 ] |
| 2019年（令和元年） | 24,705           | [ * 42 ] |
| 2020年（令和02年） | 19,209           |          |
| 2021年（令和03年） | 20,763           |          |
| 2022年（令和04年） | 22,185           |          |
| 2023年（令和05年） | 23,146           |          |

備考
1. ↑  1978年10月2日開業。開業日から翌年3月31日までを集計したデータ。

## 隣の駅
東日本旅客鉄道（JR東日本）
 武蔵野線
東松戸駅 (JM 13) - 新八柱駅 (JM 14) - 新松戸駅 (JM 15)

### 記事本文

##### 広報資料・プレスリリースなど一次資料
1. ↑  “Suicaご利用可能エリアマップ（2001年11月18日当初）” (PDF).   東日本旅客鉄道. 2019年7月27日時点のオリジナルよりアーカイブ。2020年4月28日閲覧。

### 利用状況
1. ↑  千葉県統計年鑑 - 千葉県

JR東日本の2000年度以降の乗車人員
1. ↑  各駅の乗車人員（2000年度） - JR東日本
2. ↑  各駅の乗車人員（2001年度） - JR東日本
3. ↑  各駅の乗車人員（2002年度） - JR東日本
4. ↑  各駅の乗車人員（2003年度） - JR東日本
5. ↑  各駅の乗車人員（2004年度） - JR東日本
6. ↑  各駅の乗車人員（2005年度） - JR東日本
7. ↑  各駅の乗車人員（2006年度） - JR東日本
8. ↑  各駅の乗車人員（2007年度） - JR東日本
9. ↑  各駅の乗車人員（2008年度） - JR東日本
10. ↑  各駅の乗車人員（2009年度） - JR東日本
11. ↑  各駅の乗車人員（2010年度） - JR東日本
12. ↑  各駅の乗車人員（2011年度） - JR東日本
13. ↑  各駅の乗車人員（2012年度） - JR東日本
14. ↑  各駅の乗車人員（2013年度） - JR東日本
15. ↑  各駅の乗車人員（2014年度） - JR東日本
16. ↑  各駅の乗車人員（2015年度） - JR東日本
17. ↑  各駅の乗車人員（2016年度） - JR東日本
18. ↑  各駅の乗車人員（2017年度） - JR東日本
19. ↑  各駅の乗車人員（2018年度） - JR東日本
20. ↑  各駅の乗車人員（2019年度） - JR東日本
21. ↑  各駅の乗車人員（2020年度） - JR東日本
22. ↑  各駅の乗車人員（2021年度） - JR東日本
23. ↑  各駅の乗車人員（2022年度） - JR東日本
24. ↑  各駅の乗車人員（2023年度） - JR東日本

千葉県統計年鑑
1. ↑  千葉県統計年鑑（昭和54年）
2. ↑  千葉県統計年鑑（昭和55年）
3. ↑  千葉県統計年鑑（昭和56年）
4. ↑  千葉県統計年鑑（昭和57年）
5. ↑  千葉県統計年鑑（昭和58年）
6. ↑  千葉県統計年鑑（昭和59年）
7. ↑  千葉県統計年鑑（昭和60年）
8. ↑  千葉県統計年鑑（昭和61年）
9. ↑  千葉県統計年鑑（昭和62年）
10. ↑  千葉県統計年鑑（昭和63年）
11. ↑  千葉県統計年鑑（平成元年）
12. ↑  千葉県統計年鑑（平成2年）
13. ↑  千葉県統計年鑑（平成3年）
14. ↑  千葉県統計年鑑（平成4年）
15. ↑  千葉県統計年鑑（平成5年）
16. ↑  千葉県統計年鑑（平成6年）
17. ↑  千葉県統計年鑑（平成7年）
18. ↑  千葉県統計年鑑（平成8年）
19. ↑  千葉県統計年鑑（平成9年）
20. ↑  千葉県統計年鑑（平成10年）
21. ↑  千葉県統計年鑑（平成11年）
22. ↑  千葉県統計年鑑（平成12年）
23. ↑  千葉県統計年鑑（平成13年）
24. ↑  千葉県統計年鑑（平成14年）
25. ↑  千葉県統計年鑑（平成15年）
26. ↑  千葉県統計年鑑（平成16年）
27. ↑  千葉県統計年鑑（平成17年）
28. ↑  千葉県統計年鑑（平成18年）
29. ↑  千葉県統計年鑑（平成19年）
30. ↑  千葉県統計年鑑（平成20年）
31. ↑  千葉県統計年鑑（平成21年）
32. ↑  千葉県統計年鑑（平成22年）
33. ↑  千葉県統計年鑑（平成23年）
34. ↑  千葉県統計年鑑（平成24年）
35. ↑  千葉県統計年鑑（平成25年）
36. ↑  千葉県統計年鑑（平成26年）
37. ↑  千葉県統計年鑑（平成27年）
38. ↑  千葉県統計年鑑（平成28年）
39. ↑  千葉県統計年鑑（平成29年）
40. ↑  千葉県統計年鑑（平成30年）
41. ↑  千葉県統計年鑑（令和元年）
42. ↑  千葉県統計年鑑（令和2年）